# Io so che un giorno
Io so che un giorno (1966) è il primo LP di Ivan Della Mea, pubblicato dall'etichetta discografica I dischi del sole.

## Il disco
Secondo Anzelmo, Bellavita, Facchinotti, l'album è stato un precursore, insieme a Tutti morimmo a stento di Fabrizio De André, della tendenza importata da oltralpe di trasformare il 33 giri da mero contenitore di brani a luogo di narrazione e di contenuto, raccogliendo canzoni legate da un filo conduttore.

### Io so che un giorno
Il brano è stato scritto quando Della Mea aveva 23 anni, e venne utilizzato ancor prima della pubblicazione in alcuni spettacoli teatrali-musicali.
Ricordano Luciana Castellina e Massimo Serafini che il brano, in particolar modo, la strofa finale, veniva spesso cantato negli anni '60 durante i cortei per il Vietnam.
Secondo Alessandro Portelli, il brano è la più acuta e poetica denuncia... del nuovo mondo che avanzava, che ti comprava il cervello in cambio di una lavatrice, che trattava per matto chi cercava altre libertà... e che mascherava tutto sotto una coltre di bianco elettrodomestico e manicomiale.
Il brano venne anche proposto a Gianni Morandi da Nanni Ricordi. È stato interpretato dal vivo da Paolo Ciarchi ed è stato inciso, con testo leggermente modificato, da Giovanna Marini nell'album Controcanale 70.

## Tracce
1. Io so che un giorno – 6:32
2. Mi so no el perché – 3:31
3. Quand 'riva 'l cald – 3:35
4. A quel omm – 2:36
5. Sent un po', Gioan te se ricordet – 2:59
6. Te se ricordet, Gioan, de me fradel – 3:07
7. El diluvi – 3:23
8. Che cosa voglion dire gli occhi tristi – 3:06
9. Mangia el carbon e tira l'ultim fiaa – 6:22